# James Patrick Shannon
James Patrick Shannon (South St. Paul, 16 febbraio 1921 – Wayzata, 28 agosto 2003) è stato un vescovo cattolico statunitense.

## Biografia
James Patrick Shannon nacque a South St. Paul il 16 febbraio 1921.

### Formazione e ministero sacerdotale
L'8 giugno 1946 fu ordinato presbitero. Nel 1955 conseguì il dottorato di ricerca in studi americani all'Università di Yale. A 45 anni venne nominato presidente del College of St. Thomas di Saint Paul, fu il più giovane sacerdote a ricoprire quell'incarico.

### Ministero episcopale
L'8 febbraio 1965 papa Paolo VI lo nominò vescovo ausiliare di Saint Paul e titolare di Lacubaza. Ricevette l'ordinazione episcopale il 31 marzo successivo dall'arcivescovo Egidio Vagnozzi, delegato apostolico negli Stati Uniti d'America, co-consacranti l'arcivescovo metropolita di Saint Paul Leo Binz e quello di Dubuque James Joseph Byrne. Partecipò alla quarta e ultima sessione del Concilio Vaticano II.
Dal momento in cui fu nominato vescovo, tuttavia, rimase fuori passo dalla potente ala conservatrice dell'episcopato statunitense. Quando nel 1965 accettò l'invito da parte del reverendo Martin Luther King a partecipare ai funerali a Selma di un difensore dei diritti civili morto assassinato, ruppe i ranghi con i suoi colleghi vescovi. Due anni dopo, quando monsignor Shannon parlò pubblicamente contro la guerra del Vietnam, fu nuovamente criticato per aver rotto le file. I suoi colleghi vescovi infatti non avevano ancora pubblicato un documento ufficiale che affermasse la loro posizione sulla guerra. I cardinale Francis Joseph Spellman e James Francis Louis McIntyre si lamentarono quindi con il Vaticano della sua condotta. Un rappresentante della Santa Sede gli consigliò di non essere polemico con i cardinali di livello superiore e gli consigliò di tacere sul tema del Vietnam. "Potresti avere una grande carriera nella Chiesa, potresti essere arcivescovo", gli ricordò.
Il suo rimprovero più devastante verso i suoi superiori arrivò però nell'estate del 1968, dopo essere stato chiamato a moderare un documentario televisivo, "The New American Catholic", trasmesso dalla NBC. Il programma esaminava gli effetti del Concilio Vaticano II, convocato nel 1962 da papa Giovanni XXIII per "rinnovare la Chiesa e adeguare la norma del diritto ecclesiastico ai bisogni e ai pensieri del nostro tempo". Il programma parlava di questioni di attualità come il matrimonio per i sacerdoti e l'ordinazione delle donne. Monsignor Shannon disse di aver favorito le discussioni aperte su questi temi. Il cardinale James Francis Louis McIntyre pubblicò un comunicato stampa in cui condannava i commenti di monsignor Shannon e il programma nel suo insieme. Scrisse una lettera ai vescovi statunitensi e alla Santa Sede in cui accusava monsignor Shannon di eresia. Il cardinale chiese anche un incontro tra vescovi per prendere provvedimenti disciplinari ufficiali. Il voto cadde contro monsignor Shannon per sette a tre, con otto vescovi che si astennero. Nel suo libro di memorie monsignor Shannon scrisse: "Il mio grande orgoglio di essere un vescovo cattolico americano ha subito un duro colpo quel giorno e non si è mai ripreso".
Quella stessa estate fatidica, papa Paolo VI nell'enciclica Humanae Vitae confermò la condanna da parte della Chiesa dei metodi artificiali di controllo delle nascite. Monsignor Shannon lo considerava "un insegnamento rigido" e credeva che il controllo delle nascite all'interno del matrimonio fosse accettabile. Sapeva quindi di non poter sostenere l'insegnamento del papa. Non volendo tuttavia infrangere il suo voto di obbedienza presentò le dimissioni che papa Paolo VI accettò il 22 novembre 1968. Le dimissioni furono uno shock per l'ala progressista della Chiesa cattolica negli Stati Uniti d'America e causarono proteste e sdegno da parte dei suoi sostenitori, sia preti che laici. In risposta alla sua lettera di dimissioni alcuni gli offrirono un incarico nell'America meridionale. I sostenitori di monsignor Shannon protestarono perché lo considerarono un modo per esiliarlo. Dopo le dimissioni lavorò per un breve periodo come insegnante in un college del Nuovo Messico.
Entro un anno dalle sue dimissioni monsignor Shannon sposò civilmente Ruth Wilkinson, una vedova che conosceva dal 1964. Nel 1969 la Santa Sede lo sospese a divinis e rinunciò quindi al titolo episcopale. La coppia si trasferì nel Minnesota. Dopo il matrimonio, tornò alla scuola di legge e cominciò una nuova carriera in numerose organizzazioni non profit tra cui la General Mills Foundation. Shannon rimase un cattolico praticante e frequentò regolarmente la chiesa parrocchiale del Santo Nome di Gesù di Medina. Nel 1988 andò in pensione.
Morì all'ospedale di Wayzata il 28 agosto 2003 dove era ricoverato per una emorragia cerebrale.
 Le esequie si tennero il 5 settembre nella chiesa parrocchiale del Santo Nome di Gesù a Medina e concelebrarono una sessantina di sacerdoti. Parlando di Shannon al giornale St. Paul Pioneer Press, monsignor Richard Edmund Pates, vescovo ausiliare di Saint Paul e Minneapolis, disse che "Non era più un vescovo, ma era in pieno rapporto con la Chiesa. Questa era la sua casa spirituale". È sepolto nel cimitero del Santo Nome a Medina.

## Opere
- Shannon, James P., Catholic colonization on the western frontier, New Haven: Yale University Press, 1957.
- Shannon, James P., Relunctant Dissenter: An Autobiography, 1998.

## Genealogia episcopale
La genealogia episcopale è:
- Cardinale Scipione Rebiba
- Cardinale Giulio Antonio Santori
- Cardinale Girolamo Bernerio, O.P.
- Arcivescovo Galeazzo Sanvitale
- Cardinale Ludovico Ludovisi
- Cardinale Luigi Caetani
- Cardinale Ulderico Carpegna
- Cardinale Paluzzo Paluzzi Altieri degli Albertoni
- Papa Benedetto XIII
- Papa Benedetto XIV
- Cardinale Enrico Enriquez
- Arcivescovo Manuel Quintano Bonifaz
- Cardinale Buenaventura Córdoba Espinosa de la Cerda
- Cardinale Giuseppe Maria Doria Pamphilj
- Papa Pio VIII
- Papa Pio IX
- Cardinale Alessandro Franchi
- Cardinale Giovanni Simeoni
- Cardinale Antonio Agliardi
- Cardinale Basilio Pompilj
- Cardinale Adeodato Piazza, O.C.D.
- Cardinale Egidio Vagnozzi
- Vescovo James Patrick Shannon